# Estisch voetbalelftal in 1925
Het Estisch voetbalelftal speelde in totaal vier officiële interlands in het jaar 1925, vijf jaar nadat de nationale ploeg van het Baltische land de eerste officiële interland uit de geschiedenis had gespeeld: op 17 oktober 1920 in en tegen Finland (6-0 nederlaag). Twee van de vier duels stonden onder leiding van de Hongaarse bondscoach Imre Nagy.

## Balans
| Wedstrijden | Wedstrijden | Wedstrijden | Wedstrijden | Doelpunten | Doelpunten | Doelpunten | Punten |
| Gespeeld    | Winst       | Gelijk      | Verlies     | Voor       | Tegen      | Saldo      | Punten |
| ----------- | ----------- | ----------- | ----------- | ---------- | ---------- | ---------- | ------ |
| 4           | 2           | 2           | 0           | 5          | 2          | +3         | 1.500  |

## Interlands
|                                                   |          |                 |         |                                                                                |
| 28 juni Vriendschappelijk № 18 «onderlinge duels» | Litouwen | 0 – 1           | Estland | LFLS Stadionas, Kaunas Toeschouwers: 4.000 Scheidsrechter: Jānis Rēdlihs (LAT) |
| 28 juni Vriendschappelijk № 18 «onderlinge duels» |          | 9' Oskar Üpraus |         | LFLS Stadionas, Kaunas Toeschouwers: 4.000 Scheidsrechter: Jānis Rēdlihs (LAT) |

|                                                  |                                            |       |         |                                                                               |
| 5 juli Vriendschappelijk № 19 «onderlinge duels» | Estland                                    | 2 – 0 | Finland | Kalevi Staadion, Tallinn Toeschouwers: 3.000 Scheidsrechter: Imre Józsa (HUN) |
| 5 juli Vriendschappelijk № 19 «onderlinge duels» | Arnold Pihlak 20' Arnold Pihlak 45' (pen.) |       |         | Kalevi Staadion, Tallinn Toeschouwers: 3.000 Scheidsrechter: Imre Józsa (HUN) |

|                                                       |                                                   |       |                                        |                                                                               |
| 26 augustus Vriendschappelijk № 20 «onderlinge duels» | Estland                                           | 2 – 2 | Letland                                | Kalevi Staadion, Tallinn Toeschouwers: 4.000 Scheidsrechter: Imre Józsa (HUN) |
| 26 augustus Vriendschappelijk № 20 «onderlinge duels» | Arnold Pihlak 85' (pen.) Arnold Pihlak 89' (pen.) |       | 9' Arnolds Tauriņš 19' Arnolds Tauriņš | Kalevi Staadion, Tallinn Toeschouwers: 4.000 Scheidsrechter: Imre Józsa (HUN) |

|                                                       |         |       |       |                                                                                  |
| 2 september Vriendschappelijk № 21 «onderlinge duels» | Estland | 0 – 0 | Polen | Kalevi Staadion, Tallinn Toeschouwers: 3.000 Scheidsrechter: August Silber (EST) |
| 2 september Vriendschappelijk № 21 «onderlinge duels» |         |       |       | Kalevi Staadion, Tallinn Toeschouwers: 3.000 Scheidsrechter: August Silber (EST) |

## Statistieken
| August Lass           | 1903-08-16 | Tallinna JK       | 3 | 0 | 0 | 18 | 0 |
| Evald Tipner          | 1906-03-13 | SK Tallinna Sport | 1 | 0 | 0 | 2  | 0 |
| Verdediging           |            |                   |   |   |   |    |   |
| Ralf Liivar           | 1903-04-02 | Tallinna JK       | 4 | 0 | 0 | 5  | 0 |
| Bernhard Rein         | 1897-11-19 | SK Tallinna Sport | 4 | 0 | 0 | 14 | 0 |
| Otto Silber           | 1893-03-17 | Tallinna JK       | 4 | 0 | 0 | 18 | 0 |
| Elmar Kaljot          | 1901-11-15 | JK Kalev Tallinn  | 3 | 0 | 0 | 11 | 2 |
| Otto Reinfeldt-Reinlo | 1899-03-31 | SK Tallinna Sport | 1 | 0 | 0 | 1  | 0 |
| Middenveld            |            |                   |   |   |   |    |   |
| Arnold Pihlak         | 1902-07-17 | Tallinna JK       | 4 | 0 | 4 | 16 | 4 |
| Eugen Einman          | 1905-10-06 | SK Tallinna Sport | 4 | 0 | 0 | 6  | 0 |
| Hugo Väli             | 1902-06-19 | Tallinna JK       | 3 | 0 | 0 | 12 | 1 |
| Heinrich Paal         | 1895-06-26 | SK Tallinna Sport | 2 | 0 | 0 | 14 | 2 |
| Aanval                |            |                   |   |   |   |    |   |
| Oskar Üpraus          | 1898-10-12 | SK Tallinna Sport | 4 | 0 | 1 | 18 | 6 |
| Johannes Kihlefeldt   | 1901-11-23 | SK Tallinna Sport | 4 | 0 | 0 | 7  | 0 |
| Eduard Ellman-Eelma   | 1902-04-07 | Tallinna JK       | 3 | 0 | 0 | 10 | 1 |

EJL · A-internationals · Bondscoaches · Statistieken · Estisch vrouwenelftal · Olympisch elftal · Estland U21 · Estland U20 · Estland U19 · Estland U18 · Estland U17 · Estland U16
1920 – 1929 ·
1930 – 1939 ·
1940 – 1949 ·
1950 – 1990 · 
1990 – 1999 ·
2000 – 2009 ·
2010 – 2019 ·
2020 − 2029
OS 1924
1920 ·
1921 ·
1922 ·
1923 ·
1924 ·
1925 ·
1926 ·
1927 ·
1928 ·
1929 · 
1930 · 
1931 · 
1932 · 
1933 · 
1934 · 
1935 · 
1936 · 
1937 · 
1938 · 
1939 · 
1940 · 
1941 · 
1942 · 
1943 · 1944 · 
1945 · 
1946 · 
1947 · 
1948 · 
1949 · 
1950 – 1990 · 
1991 · 
1992 · 
1993 · 
1994 · 
1995 · 
1996 · 
1997 · 
1998 · 
1999 · 
2000 · 
2001 · 
2002 · 
2003 · 
2004 · 
2005 · 
2006 · 
2007 · 
2008 · 
2009 · 
2010 · 
2011 · 
2012 · 
2013 · 
2014 · 
2015 · 
2016 ·
2017 ·
2018 ·
2019 ·
2020
Albanië ·
Andorra ·
Angola ·
Antigua en Barbuda ·
Argentinië ·
Armenië ·
Azerbeidzjan ·
België ·
Bosnië-Herzegovina ·
Brazilië ·
Bulgarije ·
Canada ·
Chili ·
China ·
Cyprus ·
Denemarken ·
Duitsland ·
Ecuador ·
Egypte ·
El Salvador ·
Engeland ·
Equatoriaal-Guinea ·
Faeröer ·
Fiji ·
Filipijnen ·
Finland ·
Frankrijk ·
Georgië · 
Gibraltar ·
Griekenland ·
Hongarije ·
Hongkong ·
Ierland ·
IJsland ·
Indonesië ·
Irak ·
Israël ·
Italië ·
Jordanië ·
Kazachstan ·
Kirgizië ·
Kroatië ·
Letland ·
Libanon ·
Liechtenstein ·
Litouwen ·
Luxemburg ·
Malta ·
Marokko ·
Mexico ·
Moldavië ·
Montenegro ·
Nederland ·
Nieuw-Caledonië ·
Nieuw-Zeeland ·
Noord-Ierland ·
Noord-Macedonië ·
Noorwegen ·
Oekraïne ·
Oezbekistan ·
Oman ·
Oostenrijk ·
Polen ·
Portugal ·
Qatar ·
Roemenië ·
Rusland ·
Saint Kitts en Nevis ·
San Marino ·
Saoedi-Arabië ·
Schotland ·
Servië ·
Slovenië ·
Slowakije · 
Spanje ·
Tadzjikistan ·
Thailand ·
Trinidad en Tobago ·
Tsjechië ·
Turkije ·
Turkmenistan ·
Uruguay ·
Vanuatu ·
Venezuela ·
Verenigde Arabische Emiraten ·
Verenigde Staten ·
Vietnam ·
Wales ·
Wit-Rusland ·
Zweden ·
Zwitserland